# Elymus purpuraristus
Elymus purpuraristus är en gräsart som beskrevs av Chao Pin Wang och Hsi Lin g Yang. Elymus purpuraristus ingår i släktet elmar, och familjen gräs. Inga underarter finns listade i Catalogue of Life.